# 若能化作星座
若能化作星座（日语：／）是日本虚构女子摇滚乐队纽带乐队的一首数字下载单曲，也是2022年日本电视动画《孤独摇滚！》第一季最后一集的剧中曲之一。该歌曲于2022年12月25日开放数字下载，之后被收录于与该乐队同名的专辑中。
该歌曲在《日本公告牌》热门百强单曲周榜上达到最高第52名，在Oricon数字单曲周榜上达到最高第8名，并获得日本唱片协会（RIAJ）的串流媒体金认证。

## 背景和发行
若能化作星座出现在2022年电视动画《孤独摇滚！》第一季最后一集中，作为动画中纽带乐队在学校文化祭上演出的第二首歌曲。演出期间，后藤一里的吉他第一弦突然断裂，喜多郁代通过即兴演奏帮她争取了时间，而后藤一里也使用空瓶进行滑音管弹奏完成了独奏。该歌曲由喜多郁代的声优长谷川育美主唱，樋口愛作詞，内藤英雅作曲，三井鶴郎編曲。
2022年12月25日，即动画第一季最后一集播出后的第二天，若能化作星座由Aniplex作为数字下载单曲正式发行，歌曲的音乐视频（MV）也于YouTube上发布。2022年12月28日，其作为第12首单曲被收录于专辑《纽带乐队》中。

## 反响和评价

### 商业表现
若能化作星座在2023年1月4日公布《日本公告牌》热门百强单曲周榜上达到最高第52名，在当天公布的热门动画歌曲周榜和数字下载歌曲周榜中分别达到最高第20名和第8名。
Oricon排行榜方面，该歌曲在2023年1月9日公布的数字单曲周榜中达到最高第7名。销售认证方面，该歌曲的串流媒体播放量于2024年5月突破5,000万次，获得日本唱片协会（RIAJ）的串流媒体金认证。

### 评价
为若能化作星座編曲的三井鶴郎称该歌曲是所有歌曲中最难创作的一首，他认为难点并非编曲本身，而在于“与其他歌曲的协调性”以及如何融入纽带乐队的设定中。动画中山田凉的声优水野朔表示自己最喜欢这首歌，因为当她结合动画剧情，想到该歌曲的歌词由后藤一里创作且是喜多郁代在演唱时，就感觉这是一首“更感人且有着更深刻含义的歌曲”。游戏评论家Leyvan称这首歌表达了后藤一里对纽带乐队所有成员的感激以及“今后也要和大家一起走下去”的决心。《上报》的魚子壽司则认为若能化作星座是后藤一里写给喜多郁代的“情歌”。

## 制作人员
- 冈村弦 - 制作人
- 樋口愛（日语：ヒグチアイ） - 作词
- 内藤英雅 - 作曲
- 长谷川育美 - 主唱
- 高间有一 - 贝斯
- 比田井修 - 鼓
- 三井鶴郎 - 编曲[5]

## 排行表现
| 排行榜（2023年）                     | 最高位 |
| ------------------------------------ | ------ |
| 日本（《日本公告牌》Japan Hot 100）  | 52     |
| 日本（《日本公告牌》Hot Animation）  | 20     |
| 日本（《日本公告牌》Download Songs） | 8      |
| 日本（Oricon数字单曲周榜）           | 7      |

| 排行榜（2023年）                     | 最高位 |
| ------------------------------------ | ------ |
| 日本（《日本公告牌》Download Songs） | 85     |

## 销量认证
| 國家或地區                | 認證     | 認證單位/銷量 |
| 串流媒體                  | 串流媒體 | 串流媒體      |
| ------------------------- | -------- | ------------- |
| 日本（日本唱片協會）      | 金       | 50,000,000†   |
| - †僅含認證的串流媒體銷量 |          |               |